# ملک حسین
الحُسین بن طلال بن عبدالله بن حُسین الهاشمی (۱۴ نوامبر ۱۹۳۵ – ۷ فوریه ۱۹۹۹) مشهور به ملک حسین یا شاه حسین،  از ۱۱ اوت ۱۹۵۲ تا پایان عمر خود به مدت ۴۶ سال سومین پادشاه اردن بود. ملک حسین در ۷ فوریه ۱۹۹۹ در سن ۶۳ سالگی بر اثر سرطان درگذشت.

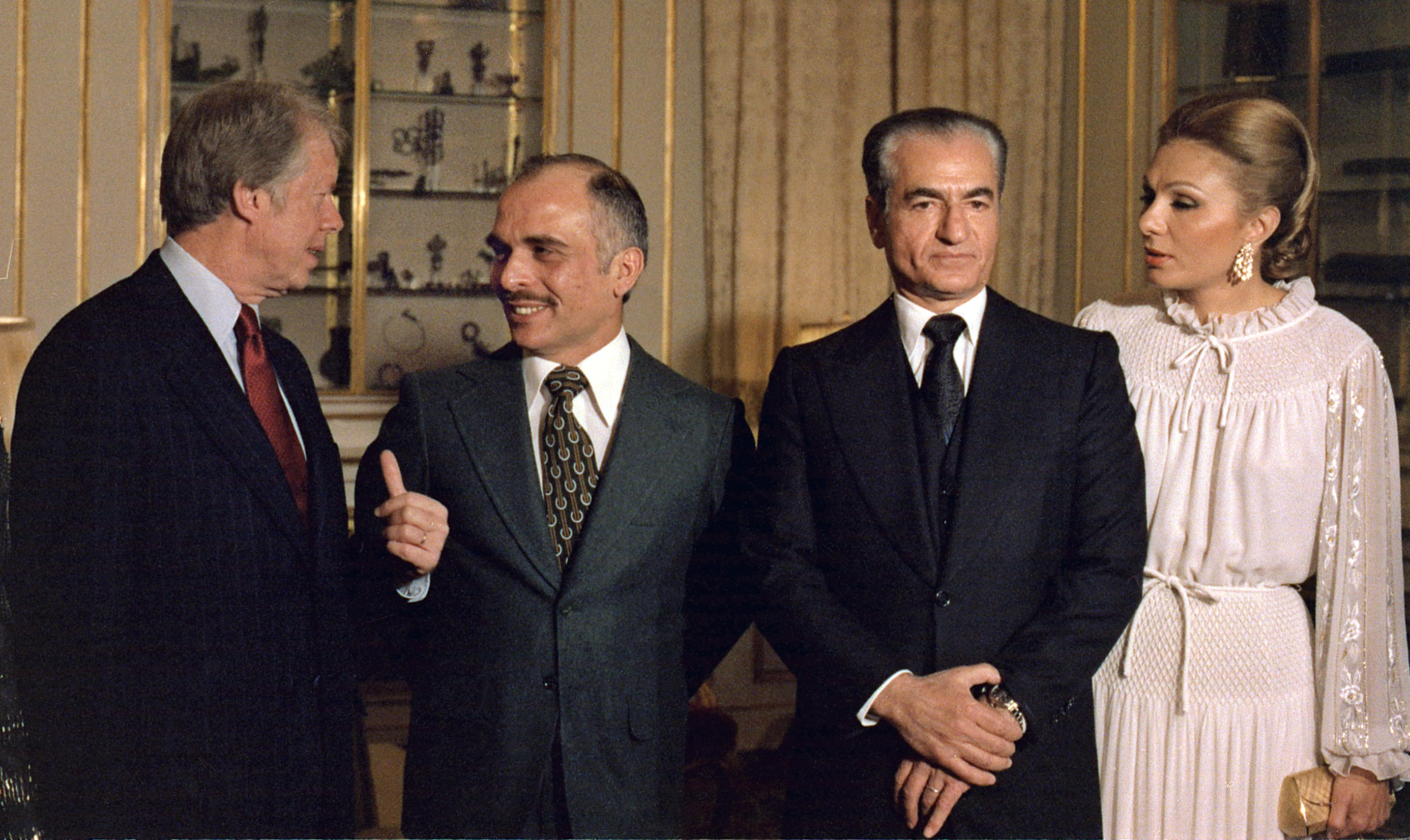
ملک حسین در کنار جیمی کارتر رئیس جمهور آمریکا، شاه ایران محمدرضا پهلوی و فرح پهلوی شهبانوی ایران، ۳۱ دسامبر ۱۹۷۷

## کودکی و نوجوانی

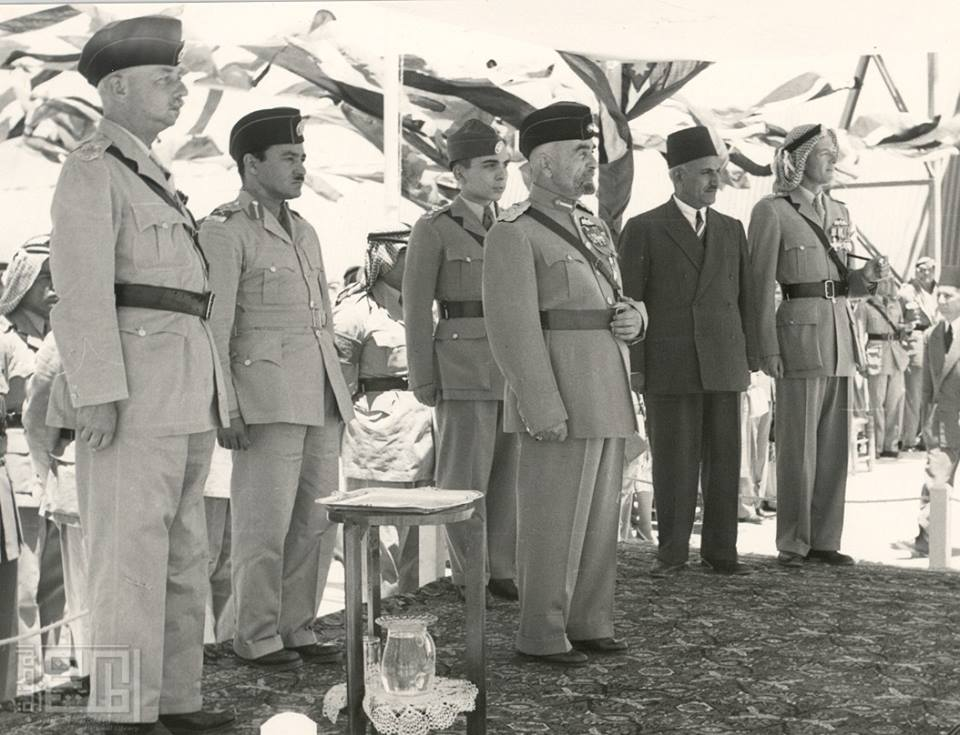
‏ملک عبدالله در روز استقلال اردن، 25 مه 1946

حسین پسر طلال بن عبدالله شاه پیشین و پدر عبدالله دوم شاه فعلی اردن و از خاندان هاشمی است که نسب خود را به محمد بن عبدالله بنیانگذار دین اسلام (فاطمه و فرزندش حسن) رسانده و مدعی هستند که او چهل‌ویکمین نواده از نسل محمد است.
حسین در کالج ویکتوریا در اسکندریه، مدرسه هارو در انگلیس (در آن‌جا همکلاس و دوست فیصل، پسرعمویش و پادشاه آینده عراق بود) و مدرسه نظامی سلطنتی سندهرست (مانند پدرش) تحصیل کرد. در ۲۰ ژوئیه ۱۹۵۱ او که در کنار پدربزرگش ملک عبدالله اول  پادشاه اردن مشغول نماز جماعت در مسجدالاقصی بود، هدف تیراندازی یک فلسطینی قرار گرفت و زخمی شد.
با مرگ ملک عبدالله اول در این حادثه، فرزندش طلال بر جای او نشست و یک‌سال بعد با برکناری ملک طلال از مقام سلطنت به دلیل ابتلا به بیماری روان‌گسیختگی (اسکیزوفرنی)، حسین شانزده ساله پادشاه اردن شد.
مراسم تاجگذاری ملک حسین پس از رسیدن او به سن قانونی در ۲ می ۱۹۵۳ برگزار شد.
قتل‌عام چریک‌های سازمان آزادیبخش فلسطین و اخراج پناهندگان فلسطینی در سپتامبر ۱۹۷۰ معروف به سپتامبر سیاه از حوادث مهم دوران فرمانروایی ملک حسین بود.
یکی از مهمترین مسائل اردن در دوران فرمانروایی شاه حسین تشکیل کشور اسرائیل و درگیری کشورهای عربی با آن بود. اردن که بیشترین مرز مشترک با اسرائیل را دارد، پس از جنگ ۱۹۴۸ اعراب و اسرائیل بخش مهمی از کشور فلسطین از جمله اراضی موسوم به کرانه باختری رود اردن و اورشلیم شرقی را به تصرف خود درآورد، اما در سال ۱۹۶۷ در جنگ شش روزه این نواحی را از دست داد و علاوه بر آن پذیرای صدها هزار آواره فلسطینی شد.
او مدتی با سوزان کابوت، هنرپیشه آمریکایی هالیوود در رابطه بود.

## نگارخانه

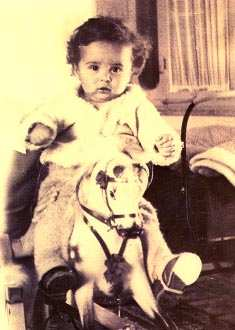
ملک حسین در یک‌سالگی
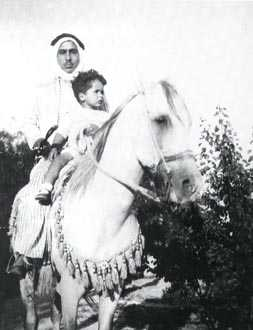
ملک حسین در حال یادگیری سوارکاری به همراه پدرش، ملک طلال
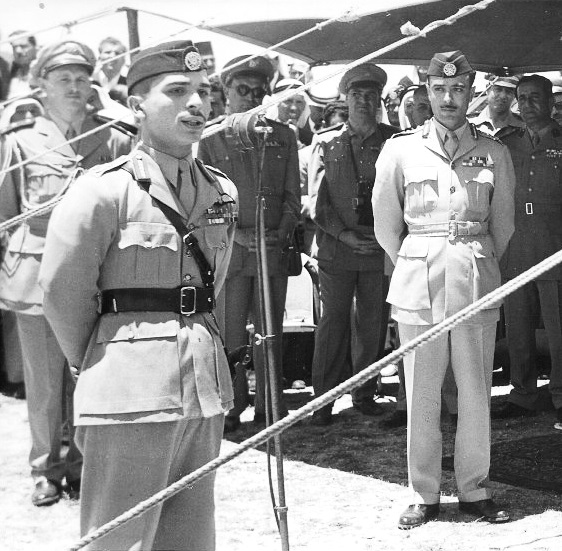
ملک حسین در حال سخنرانی برای نظامیان اردنی در سال ۱۹۵۶ میلادی
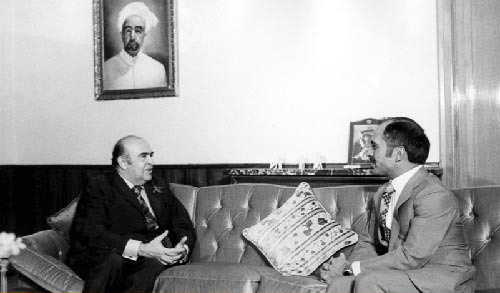
هویدا نخست‌وزیر ایران و ملک حسین، تابلویی از ملک طلال برای خوش‌آمد پادشاه اردن پشت سر آن‌ها نصب شده‌است، تهران، ۵ تیر ۱۳۵۲
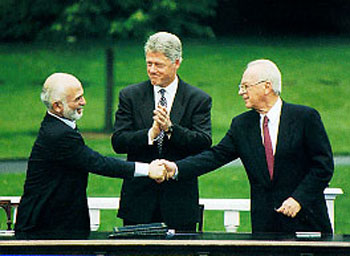
بیل کلینتون (وسط) میانجی انعقاد پیمان صلح اسرائیل و اردن توسط ملک حسین و اسحاق رابین، کمپ دیوید، ۱۹۹۴
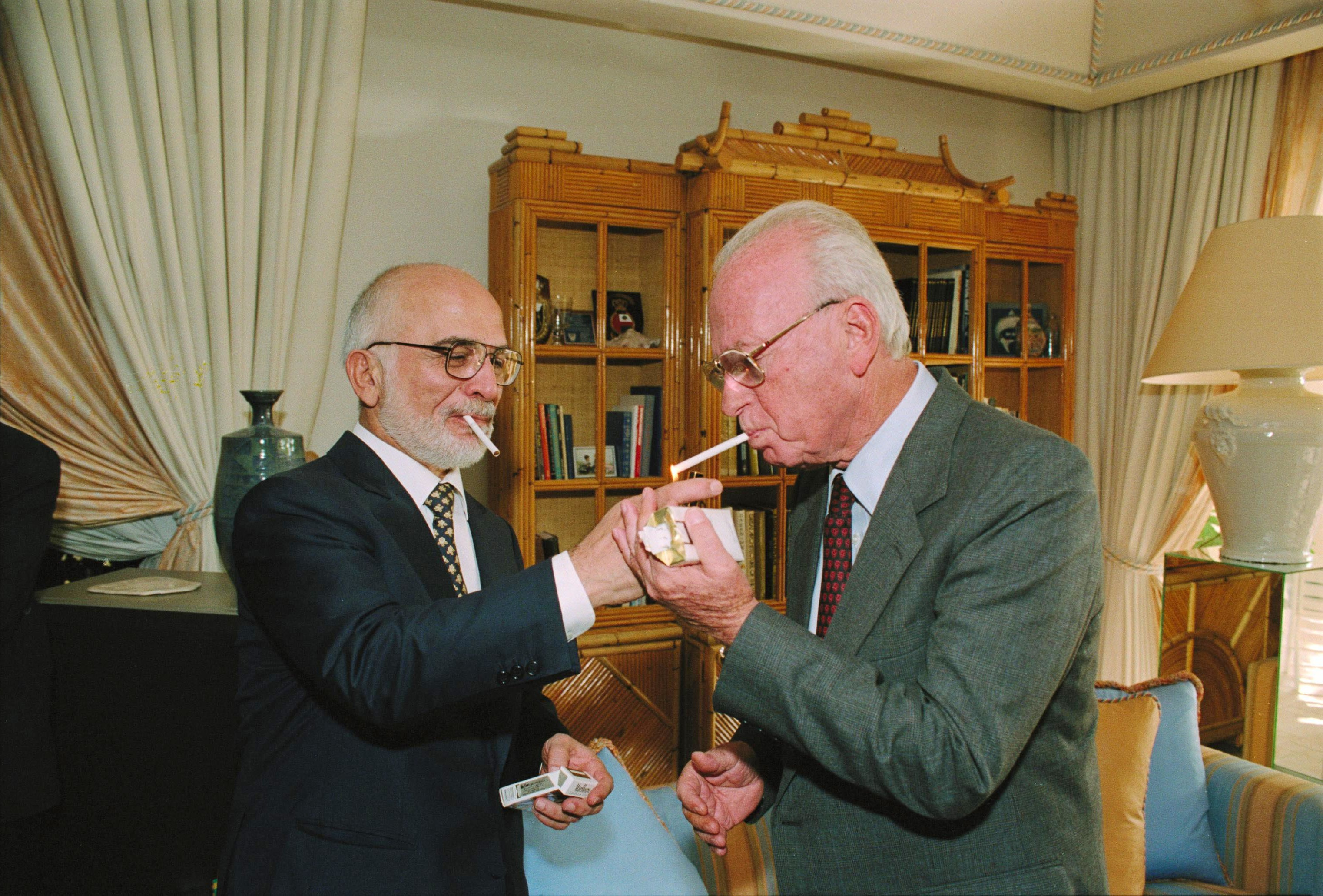
ملک حسین در حال روشن‌کردن سیگار اسحاق رابین در کاخ شخصی‌اش در عقبه